# مارشال ویلار
مارشال ویلار (انگلیسی: Claude Louis Hector de Villars؛ ۸ مه ۱۶۵۳ – ۱۷ ژوئن ۱۷۳۴ (aged 81)) یا کلود لویی هکتور دو ویلار، شاهزاده دو مارتیگ، مارکی و سپس دوک دو ویلار، سیاست‌مدار اهل فرانسه بود.او یکی از تنها شش مارشال بود که به عنوان ژنرال مارشال فرانسه ارتقا یافت.